# Leptopsalis laevichelis
Espèce
Synonymes
- Stylocellus laevichelis Roewer, 1942

Leptopsalis laevichelis est une espèce d'opilions cyphophthalmes de la famille des Stylocellidae.

## Distribution
Cette espèce est endémique du Malaka en Malaisie. Elle se rencontre vers Malacca.

## Description
Le mâle holotype mesure 5,5 mm.

## Systématique et taxinomie
Cette espèce a été décrite sous le protonyme Stylocellus laevichelis par Roewer en 1942. Elle est placée dans le genre Leptopsalis par Clouse et Giribet en 2012.

## Publication originale
- Roewer, 1942 : « Einige neue Arachniden I. » Veröffentlichungen aus dem Deutschen Kolonial- und Übersee-Museum in Bremen, vol. 3, p. 277-280.